# Limbangan (Karanganyar)
Limbangan is een bestuurslaag in het regentschap Pekalongan van de provincie Midden-Java, Indonesië. Limbangan telt 2097 inwoners (volkstelling 2010).